# Erik Pausin
Erik Pausin (* 18. April 1920 in Wien; † Mai 1997) war ein österreichischer Eiskunstläufer, der im Paarlauf startete.

## Karriere
Erik Pausin trat Ende der 1930er Jahre zusammen mit seiner Schwester Ilse Pausin im Paarlauf an. Sie waren zu dieser Zeit das zweitbeste Eiskunstlaufpaar in der Welt hinter Maxi Herber und Ernst Baier. 
Von 1936 bis 1941 gewannen sie die österreichischen Meisterschaften. 1937 bis 1939 wurden sie Vize-Europameister hinter Herber und Baier und von 1935 bis 1939 Vize-Weltmeister, 1935 hinter den Ungarn Emilie Rotter und László Szollás und 1936 bis 1939 hinter Herber und Baier. Auch bei den Olympischen Spielen 1936 in Garmisch-Partenkirchen gewannen sie die Silbermedaille hinter den Deutschen. Mit 15 Jahren und 301 Tagen ist Pausin bis heute der jüngste österreichische Medaillengewinner bei Olympischen Winterspielen. Nach dem Anschluss starteten die Pausins ab 1939 für das Deutsche Reich. Somit waren sie bei der Weltmeisterschaft 1939 Teil des einzigen gesamtdeutschen Podiums bei Eiskunstlaufweltmeisterschaften.

## Ergebnisse

### Paarlauf
(mit Ilse Pausin)
| Wettbewerb / Jahr               | 1935 | 1936 | 1937 | 1938 | 1939 | 1940 | 1941 |
| ------------------------------- | ---- | ---- | ---- | ---- | ---- | ---- | ---- |
| Olympische Winterspiele         |      | 2.   |      |      |      |      |      |
| Weltmeisterschaften             | 2.   | 2.   | 2.   | 2.   | 2.   |      |      |
| Europameisterschaften           | 4.   |      | 2.   | 2.   | 2.   |      |      |
| Deutsche Meisterschaften        |      |      |      |      | 2.   |      | 2.   |
| Österreichische Meisterschaften | 2.   | 1.   | 1.   | 1.   | 1.   | 1.   | 1.   |